# Listă de actori japonezi
Numele japonez: în Japonia, numele de familie se află în fața prenumelui. În această listă ordinea este prenume urmată de nume, sortarea fiind în ordine alfabetică după nume. Astfel, Abe este numele de familie, Hiroshi prenumele. Vă rugăm țineți cont de aceasta la completarea listelor.
Aceasta este o listă de actori urmată în a doua secțiune de o listă de actrițe din Japonia:
Cuprins: Început - 0–9 A B C D E F G H I J K L M N O P Q R S T U V W X Y Z

## A
- Hiroshi Abe (n. 1964)
- Tsuyoshi Abe (n. 1982)
- Osamu Adachi (n. 1987)
- Hiroki Aiba (n. 1987)
- Masaki Aiba (n. 1982)
- Kazuyuki Aijima (n. 1961)
- Show Aikawa (n. ?)
- Jin Akanishi (n. 1984)
- Kôsei Amano (n. ?)
- Kenji Anan (n. 1962)
- Masanobu Ando (n. 1975)
- Sota Aoyama (n. 1979)
- Hirofumi Arai (n. 1979)
- Hirofumi Araki (n. 1983)
- Tadanobu Asano (n. 1973)
- Kai Atō (1946–2015)
- Kiyoshi Atsumi (1928–1996)

## B
- Daisuke Ban (n.1947)
- Eiji Bandō (n.1940)
- Bandō Kakitsu I (1847–1893)

## C
- Sonny Chiba (n.1939)
- Chishū Ryū (1904–1993)

## D
- Tsuyoshi Domoto (n.1979)
- Koichi Domoto (n.1979)

## E
- Eita (n.1982)
- Yosuke Eguchi (n.1967)
- Kenichi Endō (n.1961)
- Yuya Endo (n.1987)
- Ken'ichi Enomoto (n.1970)

## F
- Sota Fukushi (n.1993)
- Tatsuya Fuji (n.1941)
- Takahiro Fujimoto (n.1970)
- Hiroshi Fujioka (n.1946)
- Makoto Fujita (1993–2010)
- Tatsuya Fujiwara (n.1982)
- Mitsuru Fukikoshi (n.1965)
- Masaharu Fukuyama (n.1969)
- Yuki Furukawa (n.1987)
- Yūta Furukawa (n.1987)
- Akira Fuse (n.1947)

## H
- Takashi Hagino (n.1973)
- Hagiwara Masato (n.1971)
- Kento Handa (n.1984)
- Yoshio Harada (1940–2011)
- Hyde

- Higashi Sonomanma (n.1957)
- Hiroaki Hirata (n.1963)
- Hiroya Matsumoto (n.1986)
- Hiroyuki Sanada (n.1960)
- Takahiro Hōjō (n.1986)
- Kanata Hongō (n.1990)
- Kei Horie (n.1978)
- Masami Horiuchi (n.1950)
- Shigeki Hosokawa (n.1971)

## I
- Raizō Ichikawa (1931–1969)
- Utaemon Ichikawa (1916–1999)
- Chosuke Ikariya (1931–2004)
- Ryō Ikebe (1918–2010)
- Toma Ikuta (n.1984)
- Tatsuya Isaka (n.1985)
- Yūsuke Iseya (n.1976)
- Renji Ishibashi (n.1941)
- Ryo Ishibashi (n.1976)
- Takuya Ishida (n.1987)
- Yūjirō Ishihara (1934–1987)
- Saburo Ishikura (n.1946)
- Atsushi Itō (n.1983)
- Shigeru Izumiya (n.1948)

## K
- Takeshi Kaga (n. 1950)
- Teruyuki Kagawa (n. 1965)
- Takashi Kanda (1918–1986)
- Yoshi Katō (1913–1988)
- Kazuya Kamenashi (n. 1986)
- Masaki Kaji (n. 1988)
- Kenta Kamakari (n.1984
- Yusuke Kamiji (n.1979)
- Ryunosuke Kamiki (n.1993)
- Ryuji Kamiyama (n.1986)
- Jun Kaname (n.1981)
- Masahiko Kondō (n.1964)
- Kane Kosugi (n.1974)
- Takeshi Kaneshiro (n.1973)
- Mitsuru Karahashi (n.1977)
- Toshiaki Karasawa (n.1963)
- Ryo Kase (n.1974)
- Tsurutarō Kataoka (n.1954)
- Kazuki Kato (n.1984)
- Keisuke Katō (n.1988)
- Shingo Katori (n.1977)
- Ryo Katsuji (n.1986)
- Kenzō Kawarasaki (n.1943)
- Morio Kazama (n.1949)
- Ken Yamamura (n.1986)
- Takuya Kimura (n.1972)
- Yūji Kishi (n.1970)
- Shin Kishida (n.1982)
- Eiki Kitamura (n.1981)
- Takeshi Kitano (n.1947)
- Akira Kobayashi (n.1938)
- Kaoru Kobayashi (n.1951)
- Keiju Kobayashi (1923–2010)
- Masahiro Kobayashi (n.1971)
- Nenji Kobayashi (n.1941)
- Teppei Koike (n.1986)
- Koyuki (n.1976)
- Yoshikazu Kotani (n.1982)
- Yosuke Kubozuka (n.1979)
- Yasuaki Kurata (n.1946)

## M
- Eitarō Matsuyama (1942–1991)
- Hiro Mizushima (n.1980)
- Makoto Iwamatsu (1933–2006)
- Maruse Taro (1933–2001)
- Masuda Takahisa
- Manpei Takagi
- Matsuda Kenji
- Matsuda Ryuhei
- Matsuda Shota
- Ken Matsudaira
- Yusaku Matsuda
- Matsukata Hiroki
- Matsukawa Naruki
- Matsumoto Jun
- Yuya Matsushita
- Kenichi Matsuyama
- Takashi Matsuyama
- Toshiro Mifune (1920-1997)
- Masao Mishima (1906-1973)
- Akifumi Miura
- Miura Haruma
- Miura Tomokazu
- Seiji Miyaguchi (1913-1985)
- Yuya Miyashita
- Miyavi
- Hiro Mizushima
- Ryōji Morimoto
- Morishige Hisaya
- Moriyama Mirai
- Motoki Masahiro
- Hiroaki Murakami
- Masaki Suda

## N
- Yasushi Nagata (1907–1972)
- Nagai Anzu
- Nagase Masatoshi
- Akira Nagata
- Nagayama Takashi
- Nakadai Tatsuya
- Kiichi Nakai
- Nakai Masahiro
- Yuto Nakajima
- Nakamaru Yuichi
- Nakamura Katsuo
- Nakamura Masatoshi
- Yuichi Nakamura (actor)
- Narimiya Hiroki
- Nezu Jinpachi
- Kazunari Ninomiya (n.1983)
- Nishida Toshiyuki
- Hidetoshi Nishijima
- Ryo Nishikido (n.1984)
- Nishimura Masahiko
- Taishi Nakagawa

## O
- Yūji Oda (n.1967)
- Ryohei Odai (n.1973)
- Joe Odagiri (n.1976)
- Ken Ogata (1937–2008)
- Shun Oguri (n.1982)
- Kengo Ohkuchi (n.1981)
- Satoshi Ohno (n.1980)
- Yo Oizumi (n.1973)
- Masi Oka (n.1974)
- Eiji Okada (1920–1995)
- Masumi Okada (1935–2006)
- Denjirō Ōkōchi (1898–1962)
- Fumio Ômachi (1908-?)
- Hiroyuki Ôta (n.1947)
- Hideji Ōtaki (1925–2012)
- Shugo Oshinari (n.1981)
- Ren Osugi (1951–2018)

## S
- Masami Shimojō (1915–2004)
- Kinzō Shin (1910–1988)
- Bunta Sugawara (1933–2014)
- Kenji Susukida (1898–1972)
- Kentaro Sakaguchi (n.1991)
- Saito Takumi
- Sakai Masato
- Sakurai Sho
- Sanada Hiroyuki
- Sandayū Dokumamushi
- Sasano Takashi
- Shinpei Takagi (born 1902)
- Shinpei Takagi (born 1985)
- Kōichi Satō
- Sato Takeru
- Yuki Sato
- Kenta Satoi
- Kōtarō Satomi
- Sawaki Tetsu
- Sawamura Ikki
- Seto Koji
- Jyōji Shibue
- Shimomoto Shiro
- Shimura Takashi
- Shin Koyamada
- Shinjiro Atae
- Shintaro Katsu
- Shirota Yuu
- Shishido Jo
- Shoei
- Sorimachi Takashi
- Takamasa Suga
- Sugi Ryotaro
- Hiroki Suzuki
- Shogo Yamaguchi

## T
- Hiroshi Tamaki (n.1980)
- Takizawa Hideaki
- Taguchi Tomorowo
- Taguchi Junnosuke
- Tak Sakaguchi
- Takahashi Hideki
- Takakura Ken
- Yuya Takaki
- Shiho Takano
- Yuya Tegoshi
- Takaoka Sosuke
- Takashima Masahiro
- Takashima Masanobu
- Kaku Takashina
- Tetsuya Takeda
- Takenaka Naoto
- Takenouchi Yutaka
- Tetsurō Tamba
- Tamba Yoshitaka
- Tamayama Tetsuji
- Tamura Masakazu
- Ryō Tamura
- Tanabe Seiichi
- Kunie Tanaka (n.1932)
- Min Tanaka
- Minoru Tanaka
- Tani Hayato
- Tani Kei
- Shōsuke Tanihara
- Tatsuya Fujiwara
- Tatsuya Ueda
- Tegoshi Yuya
- Terajima Susumu
- Taro Yamamoto
- Hidenori Tokuyama
- Tomo Yanagishita
- Eijirō Tōno
- Toyokawa Etsushi
- Kanji Tsuda
- Takayuki Tsubaki
- Tsuda Kenjiro
- Tsugawa Masahiko
- Tsukamoto Shinya
- Tsukayama Masane
- Tsumabuki Satoshi
- Tsurumi Shingo
- Tsuruno Takeshi
- Tsutsumi Shinichi

## U
- Asahi Uchida (n.1982)
- Masato Uchiyama (n.1986)
- Hitoshi Ueki (1926–2007)
- Saburō Ukita (1909–1987)
- Sakae Umezu (1928–2016)
- Jûkichi Uno <small(1914–1988)

## W
- Gō Wakabayashi (n. 1939)
- Ken Watanabe (n. 1959)
- Tetsuya Watari (n. 1941)
- Tsunehiko Watase (1944–2017)
- Eiji Wentz (n. 1985)

## Y
- Keaton Yamada (n.1945)
- Yuya Yagira
- Yakusho Koji
- Yamada Ryosuke
- Yamada Takayuki
- Kōichi Yamadera
- Yamaji Kazuhiro
- Koji Yamamoto
- Yamamoto Taro
- Sō Yamamura (1910–2000)
- Yamashita Tomohisa
- Yamazaki Tsutomu
- Yanagi Kotaro
- Yashima Norito
- Kousuke Yonehara
- Kinnosuke Yorozuya
- Hidetaka Yoshioka
- Tomohisa Yuge

## Z
- Konparu Zenchiku 1405–1468

Cuprins: Început - 0–9 A B C D E F G H I J K L M N O P Q R S T U V W X Y Z

## A
- Haruka Abe
- Nagisa Abe
- Natsumi Abe
- Rika Adachi
- Yumi Adachi
- Saki Aibu
- Shoko Aida
- Yuzuki Aikawa
- Rina Aizawa
- Kyoko Aizome
- Sayaka Akimoto
- Tsubasa Akimoto
- Yoko Akino
- Rio Akisada
- Kumiko Akiyoshi
- Yuki Amami
- Chisato Amate
- Yū Aoi
- Mayuko Aoki
- Tsuru Aoki
- Michiyo Aratama
- Narimi Arimori
- Momoka Ariyasu
- Nao Asahi
- Mayumi Asaka
- Aiko Asano
- Atsuko Asano
- Yūko Asano
- Ruriko Asaoka
- Kumiko Aso
- Yumi Asou
- Haruka Ayase
- Mew Azama

## B
- Chieko Baisho
- Mitsuko Baisho

## C
- Sonny Chiba (n.1939)
- Chishū Ryū (1904–1993)

## D
- Mao Daichi (n. 1956)

## E
- Kanako Enomoto
- Makiko Esumi

## F
- Chiaki Fujimoto (n.1971)

- Rie Fu
- Yuko Fueki
- Sumiko Fuji
- Takako Fuji
- Miho Fujima
- Mizuki Fukumura
- Shiho Fujimura
- Yumiko Fujita
- Ayako Fujitani
- Miki Fujitani
- Miwako Fujitani
- Norika Fujiwara
- Kyoko Fukada
- Eri Fukatsu
- Kazue Fukiishi
- Mayuko Fukuda
- Mutsumi Fukuma
- Rila Fukushima
- Seika Furuhata

## G
- Kumiko Goto
- Maki Goto

## H
- Michiko Hada
- Chisaki Hama
- Ayumi Hamasaki
- Rumi Hanai
- Sachie Hara
- Setsuko Hara
- Tomoyo Harada
- Kyoko Hasegawa
- Reika Hashimoto
- Yoshie Hayasaka
- Hiroko Hayashi
- Riona Hazuki
- Emiri Henmi
- Mari Henmi
- Mayumi Hidaka
- Sumiko Hidaka (1923–2002)
- Noriko Higashide
- Ryoko Hirosue
- Yuriko Hishimi
- Tae Hitoto
- Maki Horikita
- Masami Horiuchi
- Mari Hoshino
- Tomoko Hoshino
- Naomi Hosokawa

## I
- Yui Ichikawa
- Riho Iida
- Kimiko Ikegami
- Chizuru Ikewaki
- Shizuka Inoh (Annie Yi)
- Harumi Inoue

- Mao Inoue (n.1987)
- Takako Irie
- Ayumi Ishida
- Hikari Ishida
- Yuriko Ishida
- Satomi Ishihara
- Mako Ishino
- Yōko Ishino
- Ayumi Ito
- Maiko Ito
- Misaki Ito
- Yoshimi Iwasaki
- Shima Iwashita

## J
- Miki Jinbo
- Risa Junna

## K
- Meiko Kaji
- Bunko Kanazawa
- Yumi Kaoru
- Yu Kashii
- Nagisa Katahira
- Ai Kato
- Natsuki Kato
- Sachiko Katsumata
- Atsuko Kawada
- Haruna Kawaguchi
- Ami Kawai
- Shizue Kawarazaki (1908–2002)
- Azumi Kawashima
- Umika Kawashima
- Maiko Kazama
- Naoko Ken
- Rinko Kikuchi
- Rei Kikukawa
- Tae Kimura
- Yoshino Kimura
- Keiko Kishi
- Kayoko Kishimoto
- Keiko Kitagawa
- Mao Kobayashi
- Satomi Kobayashi
- Kyoko Koizumi
- Ayaka Komatsu
- Hiroko Konishi
- Manami Konishi
- Miho Konishi
- Mahiru Konno
- Misako Konno
- Koyuki
- Risa Kudo
- Yuki Kudoh
- Ryoko Kuninaka
- Makiko Kuno
- Komaki Kurihara
- Sumiko Kurishima
- Chiaki Kuriyama
- Fukumi Kuroda
- Hitomi Kuroki
- Meisa Kuroki
- Tomoka Kurotani
- Tetsuko Kuroyanagi
- Koharu Kusumi
- Seika Kuze
- Machiko Kyō
- Yui Koike

## M
- Erika Mabuchi
- Aki Maeda
- Atsuko Maeda (n.1991)
- Yōko Maki
- Erina Mano
- Takako Matsu

- Nanako Matsushima
- Moeko Matsushita
- Rieko Matsuyama
- Yuki Matsushita
- Yoko Matsuyama
- Keiko Matsuzaka
- Maki Meguro
- Junko Mihara
- Mimura
- Hiroko Mita
- Nobuko Miyamoto
- Junko Miyashita
- Sakura Miyawaki
- Aoi Miyazaki
- Rie Miyazawa
- Maki Mizuno
- Miki Mizuno
- Kaori Momoi
- Kanako Momota
- Akiko Monou
- Masayuki Mori (1911–1973)
- Mitsuko Mori
- Naoko Mori
- Yoko Moriguchi
- Shigeru Muroi
- Suzuka Morita

## N
- Tomoko Naraoka (1929-)
- Masami Nagasawa
- Anna Nagata
- Midori Naka
- Anna Nakagawa
- Yukie Nakama
- Saemi Nakamura
- Tamao Nakamura
- Kumiko Nakano
- Ryoko Nakano
- Miki Nakatani
- Miho Nakayama
- Shinobu Nakayama
- Amuro Namie
- Kuriko Namino
- Mari Natsuki
- Yoko Natsuki
- Masako Natsume
- Toshie Negishi
- Risa Niigaki
- Yuki Ninagawa
- Naomi Nishida
- Mineko Nishikawa
- Akiko Nishina
- Mariya Nishiuchi
- Yoko Nogiwa
- Yuka Nomura
- Maho Nonami
- Chise Nakamura

## O
- Suzuka Ohgo (n.1993)
- Noriko Ogawa
- Kaori Oguri
- Megumi Ōhara
- Reiko Ohara
- Sakurako Ohara
- Ayumi Oka
- Mariko Okada
- Yukiko Okamoto
- Megumi Okina
- Aya Omasa
- Itsumi Osawa
- Chihiro Otsuka
- Sayuri Oyamada

## P
- Jenny Pat (Jenny Murata)

## R
- Ryo

## S
- Buichi Saitô
- Irie Saaya
- Hinako Saeki
- Yuki Saito
- Ayaka Sasaki
- Hiroko Sato
- Oka Satomi
- Yasuko Sawaguchi
- Miyuu Sawai
- Erika Sawajiri
- Miyuki Sawashiro
- Megumi Seki
- Asaka Seto
- Kou Shibasaki
- Kotono Shibuya
- Momoko Shibuya
- Mirai Shida
- Eihi Shiina
- Misa Shimizu
- Mariko Shinoda
- Ryoko Shinohara
- Tomoe Shinohara
- Mari Shirato
- Miki Sugimoto
- Anne Suzuki
- Keiko Suzuka
- Mayo Suzukaze
- Kyoka Suzuki

## T
- Harue Tone (1924–2005)
- Erika Toda
- Tomoko Tabata
- Mikako Tabe
- Yukari Tachibana
- Honami Tajima
- Miho Takagi
- Saya Takagi
- Reni Takagi
- Ai Takahashi
- Hitomi Takahashi
- Kaori Takahashi
- Keiko Takahashi
- Maryjun Takahashi
- Atsuko Takahata
- Hideko Takamine
- Fubuki Takane
- Shiho Takano
- Reiko Takashima
- Mayuko Takata
- Keiko Takeshita
- Yuko Takeuchi
- Shiori Tamai
- Chie Tanaka
- Eri Tanaka
- Kinuyo Tanaka
- Misako Tanaka
- Yoshiko Tanaka
- Naomi Tani
- Noriko Tatsumi
- Keiko Toda
- Yukiko Todoroki
- Rie Tomosaka
- Reina Triendl
- Tsugumi
- Yumeji Tsukioka (1922–2017)
- Mayu Tsuruta

## U
- Yuki Uchida (n.1975)
- Rina Uchiyama
- Takako Uehara
- Juri Ueno
- Aya Ueto
- Kumeko Urabe

## W
- Mayumi Wakamura
- Ayako Wakao
- Isako Washio
- Eriko Watanabe
- Noriko Watanabe

## Y
- Akiko Yada
- Hiroko Yakushimaru
- Isuzu Yamada (1917–2012)
- Yu Yamada
- Miyako Yamaguchi
- Momoe Yamaguchi
- Tomoko Yamaguchi
- Fujiko Yamamoto
- Azusa Yamamoto
- Hikaru Yamamoto
- Mayumi Yamamoto
- Mirai Yamamoto
- Natsuko Yamamoto
- Momiji Yamamura
- Narumi Yasuda
- Kimiko Yo
- Ryoko Yonekura
- Sayuri Yoshinaga

## Z
- Naomi Zaizen